# Fredrik Ljungberg
Karl Fredrik Ljungberg (Vittsjö, Švedska, 16. travnja 1977.) je bivši švedski nogometaš i bivši nacionalni reprezentativac. Ljungberg je bio legendarni igrač londonskog Arsenala tijekom 2000-ih te kapetan švedske reprezentacije sve do povlačenja iz reprezentacije nakon Europskog prvenstva 2008.
Ljungberg je tijekom 2007. bio model Calvina Kleina za donje rublje dok je do sada predstavljao brandove kao što su Nike, Procter & Gamble i L'Oreal dok danas predstavlja Pepsi, Pumu te ESPN. Od listopada 2008. igrač vodi vlastiti blog.

## Početci
Ljungberg se rodio 16. travnja 1977. u švedskom mjestu Vittsjö kao dijete oca inženjera Royja Alve Erlinga Ljungberga i majke Elisabeth Bodil Ljungberg. Otac je bio građevinski inženjer te je imao vlastitu građevinsku i konzalting tvrtku dok je majka bila zaposlena u politici.
1982. obitelj Ljungberg se preselila u Halmstad dok je Fredrik bio nezadovoljan u svezi s tim. Roditelji su ga upisali u školu nogometa lokalnog kluba Halmstads BK gdje je igrao pod vodstvom trenera Ollea Erikssona.
Eriksson je trenirao Ljungberga skoro deset godina (od 5. do 14. godine) te je bio impresioniran njime kao iznimno talentiranim igračem za svoju dob. Također, Ljungberg je osim nogometa volio igrati hokej te je razvijao talent za rukomet. Čak je bio i pozvan u švedsku kadetsku reprezentaciju ali se odlučio fokusirati na nogomet.
Osim u sportu, Fredrik Ljungberg je bio dobar i u obrazovanju s prosjekom ocjena od 4,1. S 18 godina Ljungberg je odlučio studirati informacijske tehnologije i ekonomiju. Vidjevši da ne može postići ravnotežu između rasporeda predavanja i profesionalnog nogometa, Ljungberg je prekinuo studij te se posvetio nogometnoj karijeri.

## Karijera

### Klupska karijera

#### Halmstads BK
Fredrik Ljungberg je dijete kluba Halmstads BK u kojem je nogometno izrastao, prošavši sve dobne kategorije, od pionira do seniora. S 14 godina je prešao u juniore gdje ga je trenirao Robert Nordström. Dobrim igrama i trenerovom preporukom, Ljungberg je nakon tri godine uveden u seniorsku momčad.
Igrač je za seniore debitirao 23. listopada 1994. u prvenstvenoj utakmici protiv AIK Stockholma. 1995. godine Ljungberg je odigrao 31 utakmicu za klub te je postigao svoj prvi pogodak za Halmstads. Iste godine Fredrik je s klubom osvojio švedski kup. 1997. Halmstads postaje nacionalni prvak a Ljungberg je zabio pet golova za klub iako je veći dio sezone bio ozlijeđen.
Tijekom karijere provedene u Halmstadsu, Ljungberg je u 139 nastupa zabio 16 golova a s klubom je osvojio švedsko prvenstvo i kup. Nakon četiri godine igranja za klub, za Fredrika Ljungberga su interes pokazali Parma, Barcelona, Aston Villa, Chelsea i Arsenal.

#### Arsenal
Ljungberg je potpisao za londonski Arsenal 1998. godine za tri milijuna GBP što je tada bio najveći iznos transfera za nekog švedskog igrača. Arsenalovi skauti su preko godinu dana promatrali Ljungberga te je menadžer kluba Arsène Wenger nakon što ga je pogledao u TV prijenosu kao švedskog reprezentativca u pobjedi Švedske nad Engleskom, odlučio igrača dovesti u klub. Bila je to jedna od rijetkih Wengerovih odluka da se igrača dovede u momčad a da ga nije promatrao uživo. Naime, trener je smatrao da se Ljungberg svojim stilom igre može suprotstaviti engleskim protivnicima u Premier ligi (jer je to već pokazao protiv Gordi Albiona) te je ubrzo nakon reprezentativnog nastupa, Fredrik potpisao za klub.
Igrač se bez problema dokazao u novom klubu te je debitirao za Arsenal 20. rujna 1998. u utakmici protiv rivala Manchester Uniteda. Topnici su pobijedili s visokih 3:0 a Ljungberg je ušao u igru kao zamjena te postigao gol.
Za Ljungberga i Arsenal je sezona 2001./02. bila veoma trofejna jer je klub osvojio Premier ligu i FA kup. Sam igrač je postigao drugi gol u finalu FA kupa u kojem je pobijeđen Chelsea s 2:0. Ljungberg je te sezone postigao mnogo važnih golova za Arsenal čime je klub stigao do naslova engleskog prvaka. U sezoni 2001./02. Fredrik Ljungberg je ukupno postigao 17 golova.
Također, Fredrik Ljungberg je postao prvi igrač koji je postigao gol u finalu FA Kupa koje se igralo izvan Engleske, odnosno na Millennium Stadiumu u Cardiffu. Arsenal je to finale igrano 2001. godine izgubio od Liverpoola. I u finalu FA Kupa iz 2005., Ljungberg je za klub ponovo zabio gol. Ovaj puta je Arsenal osvojio taj trofej pobijedivši Manchester United.
Pozicija na kojoj je Ljungberg igrao bila je desno krilo iako je mogao igrati i kao centralni vezni u formaciji 4–5–1 ili kao polušpica. Standardnim igračem u klubu, Fredrik Ljungberg je postao u ljeto 2000. kada su Arsenal napustili Emmanuel Petit te Marc Overmars. Imao je važnu ulogu u klubu te je bio važna karika momčadi koja je imala niz od 49 uzastopnih utakmica bez poraza. Osim na terenu, igrač se borio i s ozljedama dok je 2005. strahovao da će nalazi možda otkriti rak koji ipak nije pronađen. Također, bolovao je i od trovanja krvi koje su uzrokovale velike tetovaže.
Unatoč ozljedi gležnja, igrač je nastupio u finalu Lige prvaka igranom 17. svibnja 2006. u Parizu protiv Barcelone. Arsenal je u toj utakmici izgubio s 2:1.
U siječnju 2007. javile su se glasine da se Ljungberga prisiljava da napusti klub nakon što je vodstvo kluba postalo nezadovoljno što ga ozljede previše udaljavaju od terena. Mendžer Arsène Wenger je to opovrgnuo 17. siječnja 2007. izjavivši: "Ljungberg ima puno toga za dati Arsenalu". Rekao je to na press konferenciji prije utakmice s Blackburn Roversima, dodavši da će igrač ostati u klubu jer mu ugovor traje do 2009.
Ljungberg se nakon velike ozljede vratio na travnjak u utakmici FA kupa protiv Bolton Wanderersa te je zabio gol čime se Arsenal plasirao u 5. kolo kupa protiv Blackburn Roversa.
Na klupskoj web stranici www.arsenal.com Ljungberg je svrstan na 11. mjesto najvećih 50 igrača londonskih Topnika.

#### West Ham United
23. srpnja 2007. nakon devet godina provedenih u Arsenalu, Ljungberg je prešao u West Ham United, potpisavši s klubom četverogodišnji ugovor. Za klub je debitirao 11. kolovoza 2007. u prvoj prvenstvenoj utakmici sezone 2007./08. protiv Manchester Cityja. West Ham je kod kuće poražen s 2:0 a Ljungberg je bio kapetan momčadi.
Prvi gol za klub Ljungberg je postigao tek nakon sedam mjeseci u domaćoj utakmici protiv Birmingham Cityja. Na susretu je West Ham poveo Ljungbergovim golom s 1:0 dok je Birmingham do kraja utakmice uspio izjednačiti na konačnih 1:1. Igrač je i nakon mjesec dana uspio zabiti gol u 2:1 porazu protiv Sunderlada. To je ujedno bio i njegov posljednji gol za West Ham United.
U utakmici igranoj protiv Newcastle Uniteda, branič protivničkog kluba, Steven Taylor je pokušao skočiti preko Ljungberga koji je nakon prekršaja ležao na podu. Međutim, Taylor ga je pritom nehotice ozljedio, slomivši mu rebra. Ta ozljeda ga je udaljila od travnjaka do kraja sezone te je ujedno i bila posljednja Ljungbergova odigrana u West Hamovom dresu.
Sam igrač je kasnije ponudio klubu 3 milijuna GBP da mu se raskine ugovor što je i ubrzo učinjeno nakon što su se dogovorili igračev menadžer Claes Elefalk te Scott Duxbury (izvršni direktor West Ham Uniteda).

#### Privremeni prekid karijere
Nakon što je Ljungberg napustio West Ham, pojavile su se mnoge špekulacije gdje će igrač nastaviti karijeru. U kolovozu 2008. Fredrik Ljungberg je viđen u Los Angelesu pa se pojavila informacija koja ga je povezivala s Los Angeles Galaxyjem ali je klub to ubrzo opovrgnuo. Pravi razlog Ljungbergovog posjeta LA-u je bio odlazak tattoo majstoru Mister Cartoonu. Tijekom boravka u gradu, igračev agent Claes Elefalk je Ljungbergu dogovorio sastanak s Joe Rothom, hollywoodskim producentom te većinskim dioničarem kluba Seattle Sounders. Ljungberg se tajno sastao s Rothom ali nije htio donijeti brzu odluku. U isto vrijeme su se javile glasine da su za igrača zainteresirana četiri talijanska kluba: Lazio, AS Roma, AC Milan i Fiorentina. Do kraja kolovoza, Ljungberga se povezivalo i s Portsmouthom.
28. kolovoza 2008. igračev menadžer je dao izjavu u medijima da će Ljungberg nastaviti trenirati u svojem prvom klubu Halmstads BK ali da je nesiguran za njegovu nogometnu karijeru. Do kraja transfernog roka, igrača se još povezivalo s AS Monacom. Nakon što je Ljungberg odbio transfer u monegaški klub, mnogi su vjerovali da je Ljungberg prekinuo s nogometnom karijerom.
Početkom rujna Ljungberg je viđen u New Yorku na tamošnjem tjednu mode. U to vrijeme je britanski list Daily Star napisao da Fredrik Ljungberg želi postati dizajner pokućstva. Ubrzo nakon toga, Fredrik je viđen u Londonu s Natalie Imbruglijom te u Švedskoj s brazilskom glumicom Elissom Sursara.

#### Seattle Sounders
17. listopada 2008. Seattle Post-Intelligencer je objavio da će Fredrik Ljungberg vjerojatno biti dijelom nove MLS momčadi Seattle Sounders. 28. listopada 2008. sam klub je objavio da je potpisao ugovor s igračem. Po ugovoru, igraču je osigurano 10 milijuna USD za dvije sezone igranja u klubu. Svi ostali ugovorni detalji su ostali tajni (kao i kod većine spotskih zvijeda u SAD-u). Upravo zbog toga ga je novinar Grahame L. Jones iz Los Angeles Timesa usporedio s Davidom Beckhamom.
U prosincu 2008. je objavljeno da će se Ljungberg podvrgnuti operaciji dok je The Seattle Times napisao da će oporavak trajati između 10 i 12 tjedana. Međutim, igrač se oporavio prije nego što se to očekivalo ali s klubom sudjelovao na turniru u Argentini tijekom predsezone. Ipak, unatoč brzom oporavku, Ljungberg nije igrao u prvoj utakmici sezone protiv New York Red Bullsa.
Za novu momčad, Fredrik Ljungberg je debitirao 28. ožujka 2009. protiv Real Salt Lakea. Igrač je ušao u igru u 61. minuti a Seattle je pobijedio s 2:0. Već sljedećeg tjedna Ljungberg je zaigrao u prvom sastavu protiv Toronto FC-a te je zabio svoj prvi gol u MLS-u. Svoju prvu utakmicu u kojoj je bio u igri svih 90 minuta, Ljungberg je imao u Los Angelesu protiv Chivasa koju su domaćini dobili s 2:0.
Utakmice protiv Dallasa i Colorado Rapidsa, Ljungberg je propustio zbog napada migrene. U utakmici protiv Columbus Crewa 30. svibnja 2009., Ljungberg je promašio jedanaesterac u 31. minuti dok je nakon dva tjedna u susretu protiv San Jose Earthquakesa zabio svoj drugi prvenstveni gol.
U utakmici protiv Houston Dynama, Ljungberg je teže ozlijeđen ali je uspio proći protivnike te asistirati Patricku Ianni za gol. Bleacher Report ga je proglasio igračem utakmice.
Tijekom sezone u Seattle Soundersu, Daily Express je objavio glasinu da je Ljungberg zainteresiran za povratak u Europu dok je igrač uvjeravao navijače da će ostati u klubu dvije godine koliko mu traje ugovor.
U srpnju 2009. Fredrik Ljungberg je uvršten u momčad za MLS All-Stars utakmicu zajedno sa suigračem Kaseyjem Kellerom. Odabir igrača se temeljio na temelju glasova navijača (online putem), igrača, trenera i menadžera klubova te članova medija. Ljungberg je najviše glasova dobio od fanova što je dokazalo njegovu popularnost u Americi. Također, Fredrik je bio i kapetan MLS All-Stars momčadi koja je odigrala prijateljski susret protiv Evertona.

#### Chicago Fire
Ljungberg je mijenjan (trade) u Chicago Fire 30. srpnja 2010. te je debitirao za klub već sljedeće nedjelje. Bila je riječ o utakmici protiv LA Galaxyja koju je Chicago Fire dobio s 3:2 dok je Ljungberg ušao u igru kao zamjena.
Utakmica protiv New York Red Bullsa bila mu je prva koju je igrao u startnoj momčadi Chicaga. Ljungberg je ukupno odigrao 15 utakmica za klub te je nakon toga izjavio da želi napustiti čikašku momčad nakon završetka MLS sezone 2010.

#### Celtic
27. prosinca 2010. Ljungberg je otišao u škotski Celtic na jednotjednu probu. Nakon uspješne probe, igrač je potpisao s klubom 30. prosinca 2010. Za Celtic je debitirao već 9. siječnja sljedeće godine u škotskom kupu protiv Berwick Rangersa. Odigrao je 60 minuta te je pomogao momčadi u 2:0 pobjedi.
Za klub je odigrao svega sedam prvenstvenih utakmica te je završetkom sezone napustio Celtic.

#### Shimizu S-Pulse
6. rujna 2011. Fredrik Ljungberg je potpisao ugovor s japanskim Shimizu S-Pulseom čime mu je to postao sedmi klub u profesionalnoj karijeri te treći kontinent na kojem je igrao. Klub je napustio 14. veljače 2012. nakon dogovora s klupskim vodstvom.U posljednjem klubu, japanskom Shimizu S-Pulseu
Nakon toga povezivalo ga se s nekim australskim i južnoafričkim klubovima ali kako ondje nije uspio pronaći angažman, igrački se umirovio 24. kolovoza 2012.
U međuvremenu, Ljungberg je radio kao ambasador Premier lige u svrhu promocije engleskog prvenstva.

### Reprezentativna karijera

#### U21 reprezentacija
Ljungberg je za švedsku U21 reprezentaciju debitirao 1996. godine protiv Danske gdje je postigao dva pogotka. Početkom studenog iste godine, igrač je ponovo zabio dva gola u utakmici protiv Škotske.

#### Seniorska reprezentacija
U A momčadi Ljungberg je debitirao 14. siječnja 1998. u prijateljskom susretu protiv SAD-a koji je igran u floridskom Orlandu. Švedska je tu utakmicu izgubila s minimalnih 1:0.
Kao i u juniorima, Ljungberg je i u seniorima svoj prvi gol za reprezentaciju dao protiv Danske. Utakmica se igrala u Malmöu a švedska reprezentacija je kao domaćin pobijedila s 3:0.
Fredrik Ljungberg je sa Švedskom nastupio na dva svjetska (Japan - Koreja 2002. i Njemačka 2006.) te tri europska (Nizozemska - Belgija 2000., Portugal 2004. i Austrija - Švicarska 2008.) prvenstva.

##### SP 2002.
Tijekom reprezentativnog treninga uoči Svjetskog prvenstva 2002., Fredrik Ljungberg se potukao s reprezentativnim kolegom Olofom Mellbergom zbog oštrog starta. Igrače su ubrzo razdvojili drugi reprezentativci dok je trening odmah prekinut. Nekoliko sati nakon toga, video snimka tučnjave je objavljena u medijima i internetu.
Na samom prvenstvu Švedska je bila smještena u "Skupinu smrti" s Argentinom, Engleskom i Nigerijom. Tada je ozljeda spriječila Ljungberga da odigra većinu utakmica za reprezentaciju. Unatoč bolovima, Fredrik Ljungberg je odigrao susrete protiv Engleske i Nigerije. Nakon što je Švedska prošla skupinu zajedno s Gordi Albionom, reprezentacija je u osmini finala poražena od Senegala, afričkog iznenađenja turnira.

##### EP 2004.
Na Europskom prvenstvu u Portugalu 2004., Švedska je smještena u jaku skupinu protiv Italije, Danske i Bugarske. U prvoj utakmici protiv Bugarske, Ljungberg je postigao prvi gol u visokoj 5:0 pobjedi. Sljedeću utakmicu protiv Italije, Ljungberg je startao u početnom sastavu a susret je odigran neriješeno.
Zbog gol-razlike, za prolazak Italije dalje, bilo je važno da u posljednjem susretu između Danske i Švedske jedna od tih dviju reprezentacija pobijedi, a u slučaju neriješenog, za Azzure su bili "pogodni" samo rezultati 0:0 ili 1:1. Eventualni neriješeni rezultat od 2:2 ili 3:3 i sl., Italiju bi doveo do ispadanja već u skupini. Mediji su već pisali o eventualnoj "skandinavskoj uroti" koja se dogodila. Utakmica je završena rezultatom 2:2 te je Italija, u odnosu na prijašnji EURO gdje je stigla do finala, ovdje ispala već na samom početku.
U četvrtfinalu je Švedska igrala protiv Nizozemske te su je nakon regularnih 0:0, Oranje porazile boljim izvođenjem jedanaesteraca.

##### SP 2006.
Prije početka Mundijala, reprezentativni liječnik je zabranio Ljungbergu da igra na treninzima pune snage kako bi zaštitio ozlijeđenu desnu nogu. Zbog toga nije ulazio u igru u pripremnim utakmicama uoči prvenstva protiv Finske i Čilea koje su igrane u švedskoj bazi u Bremenu.
Unatoč tome što je igraču predloženo da se odmori te propusti predstojeće Svjetsko prvenstvo, Ljungberg je inzistirao da igra na samom turniru. Izbornik Lars Lagerbäck je branio Ljungbergovu odluku na temelju odličnih Ljungbergovih igara u Ligi prvaka i samim kvalifikacijama za Svjetsko prvenstvo kada je nastupao s istom ozljedom.
Na samom turniru ponovo je došlo do obračuna između Ljungberga i Olofa Mellberga kao i trzavica u samoj reprezentativnoj svlačionici nakon neočekivanog neriješenog rezultata protiv Trinidada i Tobaga.
Loš švedski start je ubrzo zaboravljen nakon 1:0 pobjede nad Paragvajem gdje je Fredrik Ljungberg u 89. minuti utakmice zabio pobjednički pogodak. U posljednjoj trećoj utakmici skupine, Švedska je odigrala 2:2 protiv Engleske a sam Ljungberg je to objasnio kao "rezultat prevelikog respektiranja prema Engleskoj".
Švedska je izborila plasman u osminu finala gdje je poražena od domaćina Njemačke.

##### EP 2008.
Nakon Svjetskog prvenstva 06', Ljungberg je postao reprezentativnim kapetanom. Bio je kapetan u osam od devet utakmica kvalifikacija za EURO 08' i to u susretima protiv Španjolske, Sjeverne Irske, Islanda, Latvije i Lihtenštajna. U samim kvalifikacijama Ljungberg je zabio gol protiv Lihtenštajna 17. listopada 2007. dok je četiri dana poslije u susretu protiv Latvije asistirao za gol. U konačnici, Švedska se plasirala na europsko prvenstvo sa šest pobjeda.
Prije početka EURO-a 08' Ljungberg je zadobio frakturu rebara ali je bio u mogućnosti da nastupi na samom turniru gdje je igrao s posebnom opremom koja mu je štitila rebra. Tako je nastupio u prvoj utakmici protiv Grčke koju je Švedska dobila s 2:0. Sljedeća utakmica je bila protiv Španjolske - protivnika u kvalifikacijama i favorita za osvajanje prvenstva. Španjolska je u toj utakmici pobijedila s tijesnih 2:1 te na kraju osvojila turnir potvrđujući status favorita. Sam Fredrik Ljungberg je nakon utakmice bio veoma nezadovoljan nizozemskim sucem Pieterom Vinkom.
U posljednjoj utakmici protiv pomlađene ruske momčadi Švedska je poražena s 2:0 čime se oprostila od daljnjeg natjecanja. Unatoč ranom ispadanju, mnoge sportske novine u Švedskoj, Francuskoj, Italiji, Njemačkoj i domaćinu Austriji su Fredrika Ljungberga označile kao vodećeg švedskog igrača na turniru.

##### Povlačenje iz reprezentacije
27. lipnja 2008. Ljungberg je objavio da se nakon deset godina igranja, povlači iz švedske reprezentacije. Odluka je donesena nakon što je Švedska ispala već u skupini EURO-a 08'. Ljungberg je svoju posljednju reprezentativnu utakmicu odigrao 18. lipnja 2008. u 2:0 porazu od Rusije na europskom prvenstvu.

#### Pogoci za reprezentaciju
| #   | Datum               | Mjesto                                   | Protivnik   | Pogodak | Rezultat | Natjecanje                |
| --- | ------------------- | ---------------------------------------- | ----------- | ------- | -------- | ------------------------- |
| 1.  | 28. svibnja 1998.   | Malmö, Švedska                           | Danska      | 1 : 0   | 3 : 0    | Prijateljska utakmica     |
| 2.  | 31. ožujka 1999.    | Stadion Śląski, Chorzów, Poljska         | Poljska     | 1 : 0   | 1 : 0    | Kvalifikacije za EURO 00' |
| 3.  | 7. lipnja 2003.     | Serravalle, San Marino                   | San Marino  | 3 : 0   | 6 : 0    | Kvalifikacije za EURO 04' |
| 4.  | 14. lipnja 2004.    | Estádio José Alvalade, Lisabon, Portugal | Bugarska    | 1 : 0   | 5 : 0    | EURO 04'                  |
| 5.  | 4. rujna 2004.      | Ta'Qali, Malta                           | Malta       | 4 : 0   | 7 : 0    | Kvalifikacije za SP 06'   |
| 6.  | 4. rujna 2004.      | Ta'Qali, Malta                           | Malta       | 6 : 0   | 7 : 0    | Kvalifikacije za SP 06'   |
| 7.  | 9. listopada 2004.  | Stockholm, Švedska                       | Mađarska    | 1 : 0   | 3 : 0    | Kvalifikacije za SP 06'   |
| 8.  | 9. veljače 2005.    | Stade de France, Pariz, Francuska        | Francuska   | 1 : 0   | 1 : 1    | Prijateljska utakmica     |
| 9.  | 26. ožujka 2005.    | Sofija, Bugarska                         | Bugarska    | 1 : 0   | 3 : 0    | Kvalifikacije za SP 06'   |
| 10. | 26. ožujka 2005.    | Sofija, Bugarska                         | Bugarska    | 3 : 0   | 3 : 0    | Kvalifikacije za SP 06'   |
| 11. | 4. lipnja 2005.     | Göteborg, Švedska                        | Malta       | 5 : 0   | 6 : 0    | Kvalifikacije za SP 06'   |
| 12. | 3. rujna 2005.      | Stockholm, Švedska                       | Bugarska    | 1 : 0   | 3 : 0    | Kvalifikacije za SP 06'   |
| 13. | 15. lipnja 2006.    | Olympiastadion, Berlin, Njemačka         | Paragvaj    | 1 : 0   | 1 : 0    | SP 06'                    |
| 14. | 13. listopada 2007. | Vaduz, Lihtenštajn                       | Lihtenštajn | 1 : 0   | 3 : 0    | Kvalifikacije za EURO 08' |

## Osvojeni klupski trofeji
| Klub             | Trofej                   | Sezona / godina |
| Švedska          | Švedska                  | Švedska         |
| ---------------- | ------------------------ | --------------- |
| Halmstads        | Švedski kup              | 1995.           |
| Halmstads        | Švedsko prvenstvo        | 1997.           |
| Engleska         |                          |                 |
| Arsenal          | FA Community Shield      | 1999.           |
| Arsenal          | FA Premier liga          | 2001./02.       |
| Arsenal          | FA Premier liga          | 2003./04.       |
| Arsenal          | FA kup                   | 2002.           |
| Arsenal          | FA kup                   | 2003.           |
| Arsenal          | FA kup                   | 2005.           |
| SAD              |                          |                 |
| Seattle Sounders | Lamar Hunt U.S. Open Cup | 2009.           |

## Vanjske poveznice
- Službena web stranica Fredrika Ljungberga
- Profil igrača na Player history.com
- Ljungbergova statistika na Soccerbase.com  Arhivirana inačica izvorne stranice od 19. ožujka 2007. (Wayback Machine)
- Profil igrača

Sestrinski projekti
|  | Zajednički poslužitelj ima još gradiva o temi Fredrik Ljungberg |